# Билино (Смоленская область)
Би́лино  — деревня в Смоленской области России, в Сафоновском районе. Население — 24 жителя (2007 год). Расположена в центральной части области в 16 км к северо-востоку от города Сафонова, в 5 км севернее автодороги М1 «Беларусь», на берегу реки Днепр. В 8 км севернее от деревни железнодорожная станция О.п. 300-й км на линии Москва — Минск. Входит в состав Николо-Погореловского сельского поселения.

## История
В годы Великой Отечественной войны деревня была оккупирована гитлеровскими войсками в сентябре 1941 года, освобождена в 1943 году.